# Karlinger Tihamér
Karlinger Tihamér, Karlinger Gy. Tihamér (Bán, 1909. július 5. – Pécs, 2000. május 19.) orvos, sebész, egyetemi tanár.

## Családja
Felesége 1940-től Görömbey Margit, aki orvosnak készült, de nem fejezte be tanulmányait. Gyermekei Karlinger György (1941–) orvos, Karlinger Kinga (1944–) orvos, patológus, kandidátus és Karlinger Csilla (1946–) tanár.

## Életútja
A Jászberényi Állami Főgimnáziumban tett érettségi vizsgát 1926-ban, majd 1933-ban diplomázott a pécsi Erzsébet Tudományegyetemen, ahol általános orvosi oklevelet kapott. 1939-ben tette le a sebész szakorvosi vizsgát, majd 1959-ben az orvostudományok kandidátusa lett. 1933 és 1937 között a pécsi Erzsébet Tudományegyetem Anatómiai Intézetében Tóth Zsigmond mellett volt gyakornok, ezután 1937–39-ben a Sebészeti Klinikán Neuber Ernő egyetemi tanársegédeként dolgozott. 1939 és 1941 között a budapesti Szent Rókus Kórházban működött, ahol az I. sz. Sebészeti Osztályon volt segédorvos, majd a pécsi Honvédkórház Sebészeti Osztályára került osztályvezető orvosnak, 1942 és 1945 között pedig hivatásos honvédorvos és egészségügyi oszlopparancsnok volt. Szovjet hadifogságba került. Visszatérése után a Pécsi Tudományegyetemen és a POTE Sebészeti Klinikáján volt osztályvezető egyetemi tanársegéde. 1945 és 1950 között a traumatológiai-ortopédiai szakrendelést vezetett, 1950–52-ben egyetemi adjunktus volt. 1953-tól 1961-ig tanszékvezető egyetemi docens a Tájanatómiai és Sebészeti Műtéttani Intézetben, 1961 és 1969 között egyetemi tanár, 1956-tól 1961-ig II. sz. Sebészeti Klinika klinikaigazgató egyetemi docense. 1961. augusztus 12-től 1969-ig ugyanitt egyetemi tanár, 1969-től 1979-ig pedig az I. sz. Sebészeti Klinika igazgatója volt.
Kutatási területe kiterjedt a sebészeti és kísérletes anatómiára, pankreászsebészetre, foglalkozott az akut pankreatitiszek műtéti megoldásaival, a végbéltumorok komplex operatív és sugárkezelésével. A kalluszképződések kutatásáben elért eredményei is jelentősnek számítanak.

## Díjai, elismerései
- Balassa János-emlékérem (1974)

## Főbb művei
- Extrasphintericus végbélsipolyok műtéte. (Magyar Sebészet, 1952)
- Felnőttkori bélinvaginatiók. (Katonaorvosi Szemle, 1955)
- Klinikai és pathológiai adatok az epehólyag laphámrákhoz. Horváth Istvánnal. (Orvosi Hetilap, 1956. 16.)
- Gyomor endoskópos vizsgálata gastrostomia tubulovalvularis alkalmazásával. Török Bélával. (Kísérletes Orvostudomány, 1957)
- Néhány adat a callusképződésre ható mechanikai tényezők szerepéről kutyákon végzett Lane-lemezes osteosynthesisek alapján. Bartos Gáborral. (Kísérletes Orvostudomány, 1957)
- Mechanikai tényezők szerepe a callus-képződésben. Kandidátusi értekezés. (Pécs, 1959)
- Hepatogastrostomia a klinikai gyakorlatban. Szőllőssy Lászlóval és Török Bélával. (Orvosi Hetilap, 1959. 48.)
- A portalis hypertensio sebészi problémái. – Operált glomus carotikum tumor – chemodectomia – esete. Rajkovits Károllyal. (Magyar Sebészet, 1962)
- Huth Tivadar. (Orvosi Hetilap, 1962. 32.)
- Az acut pancreatitisek kezelésének újabb irányelvei. Többekkel. (Orvosi Hetilap, 1966. 5.)
- A kóros kövérség kezelése jejuno-ilealis bypass-műtéttel. Többekkel. (Orvosi Hetilap, 1979. 51.)
- Pancreato-duodenectomia ritka, késői szövődménye. (Orvosi Hetilap, 1980. 13.)
- Korai nyelőcsőrák. Többekkel. (Orvosi Hetilap, 1980. 26.).